# The Hottie and the Nottie
The Hottie and the Nottie es una película de comedia romántica de 2008 protagonizada por Paris Hilton, Joel Moore, Christine Lakin, y Greg Wilson. Fue escrita por Heidi Ferrer (Dawson's Creek). La película comenzó a grabarse en enero de 2007 y fue estrenada el 8 de febrero de 2008. Sus ganancias del primer día fueron de $9,000 siguiendo con $27,696 en su primer fin de semana, con cada cine ganando un promedio de $249. La película fue un fracaso crítico y Hilton ganó el Premio Golden Raspberry por Peor Actriz, con lo que obtuvo su segundo Premio Golden Raspberry.

## Trama
Nate Cooper no puede estar con las mujeres. Pero tampoco puede olvidar su primer amor, la alta y atractiva Cristabel Abbott (Paris Hilton), de su tiempo en primer grado de la escuela primaria. Nate está en las playas de California y se encuentra con su mejor amigo Arno (Greg Wilson), cuya madre (Marianne Muellerleile), tiene una cantidad no natural de información acerca de Cristabel, y quizás una relación inusual con su hijo.
Cristabel corre en la playa todos los días y tiene muchos pretendientes, incluyendo un acosador albino (Scott Prendergast). Pero ella todavía está soltera, y hay una razón: Cristabel es amiga de la misma chica fea y morena del primer grado, Juen Phigg (Christine Lakin).
Nate se vuelve a presentar a Cristabel y se caen bien. Sin embargo, Cristabel se niega a salir en una cita con Nate a menos que June también tenga una cita. Nate comienza a buscar un novio para June, pero los chicos retroceden cuando la ven. Un día, en el muelle de Santa Mónica, Johann Wulrich (Johann Urb), un dentista atractivo que trabaja en tiempo parcial como modelo, aparece en sus vidas. Parece que quiere hacerle un cambio de imagen a June cuando aparentemente ve la belleza interior de June bajo su imagen no atractiva. Con June saliendo con Johann, Cristabel comienza a salir con Nate.
En los próximos meses, mientras Nate y June se hacen amigos ella sale de su capullo, con su rostro y apariencia lentamente transformándose en una mujer atractiva cuya belleza comienza a compararse con la de Cristabel. Entonces Nate se da cuenta poco a poco de que June podría ser la chica de sus sueños.

## Elenco
- Paris Hilton como Cristabel Abbott.
- Joel David Moore como Nate Cooper.
- Christine Lakin como June Phigg.
- Greg Wilson como Arno Blount.
- Ron Brownlee como Sra. Blount
- Johann Urb como Johann Wulrich.
- Scott Prendergast como Randy - El acosador albino.
- Karley Scott Collins como Joven Cristabel Abbott.
- Caleb Guss como Joven Nate Cooper.
- Kurt Doss como Joven Arno Blount.
- Alessandra Daniele como Joven June Phigg.